# شورية مزدحمة الأزهار
شورية مزدحمة الأزهار (الاسم العلمي:Shorea congestiflora) هي نوع غير مؤكد من النباتات تتبع جنس الشورية من فصيلة مجنحية الثمر.